# ¡El cielo se nos cae encima!
¡El cielo se nos cae encima! es una historieta de la serie de Astérix; fue publicada en 2005.

## Argumento
Astérix y Obélix van a cazar jabalíes y los encuentran como muertos. Vuelven a la aldea, y ven que todos los galos excepto Panorámix están también rígidos. Mientras tanto, una nave aparece encima de la aldea, de la que sale Karh Tun, un extraterrestre procedente de la estrella Dyswaltlandia, que viene a la aldea en busca del arma secreta de los galos, la poción mágica, para derrotar a sus enemigos, los namgas.
Los namgas son unos seres que quieren dominar el universo, y están en constante lucha con los dyswaltianos, copiando su tecnología. Así, los dyswaltianos pueden protegerse contra las armas de los namgas y viceversa. Por eso los namgas también vienen a por la poción mágica. Lo que ambos no saben son los efectos secundarios que ésta les puede traer.

## Curiosidades
Este número está dedicado a Walt Disney (de ahí el nombre de dyswaltiano). También está dedicado a Bruno Uderzo, hermano de Albert Uderzo, que murió en 2004. A lo largo del mismo, las referencias al "universo" Disney y los Estados Unidos, así como a la cultura oriental reflejada en los namgas, no son pocas: Aunque los nombres de los nuevos personajes son mejores anagramas en la versión original que en la española, se puede leer como el "lumbrera" de Dyswaltlandia recibe el nombre de "Vush" (en clara referencia al presidente Bush), los "superclones" de los dyswaltianos son tremendamente parecidos a Superman (y son una caricatura de Arnold Schwarzenegger) o que los namgas, por un lado, están inspirados en la cultura manga y por otro, hablan un idioma influido por las lenguas occidentales, aunque recuerda más cómicamente al habla de los indios de los westerns o a la de Tarzán.